# Puttana galera!
Puttana galera! è un film italiano del 1976 diretto da Gianfranco Piccioli.
Il film è noto anche con il titolo alternativo Colpo grosso al penitenziario.

## Trama
Un gruppo di ladruncoli detenuti nel carcere di Pianosa decide di evadere per fare un grosso colpo: a capo del gruppo di malviventi c'è il "colonnello", che spera così di potersi anche vendicare del suo ex socio Vangelli, che lo ha fatto finire dentro.